# غابون قماطية
غابون قماطية هي قرية لبنانية من قرى قضاء عاليه في محافظة جبل لبنان.